# Druga Liga 1964-1965
La Druga savezna liga SFRJ 1964-1965, conosciuta semplicemente come Druga liga 1964-1965, fu la 19ª edizione della seconda divisione del campionato jugoslavo di calcio. 
Per la settima edizione consecutiva, il format era basato su due gironi Ovest ed Est (Zapad e Istok). Nel girone occidentale erano inserite le squadre provenienti da Slovenia, Croazia e Bosnia Erzegovina, mentre in quello orientale quelle da Serbia, Montenegro e Macedonia.
Dalla prossima stagione vi sarà un incremento delle squadre: da 32 a 36 (sempre divise in due gironi). Inoltre questa fu l'ultima edizione ad utilizzare il quoziente reti, dalla successiva si passerà alla differenza reti.

## Provenienza
| Slovenia                                     | Croazia | Bosnia Erzegovina                                                                 | Serbia                                                                       | Serbia                                                                                     | Serbia                 | Montenegro  | Macedonia                  |
| Slovenia                                     | Croazia | Bosnia Erzegovina                                                                 | Voivodina                                                                    | Serbia Centrale                                                                            | Kosovo                 | Montenegro  | Macedonia                  |
| -------------------------------------------- | --- | --------------------------------------------------------------------------------- | ---------------------------------------------------------------------------- | ------------------------------------------------------------------------------------------ | ---------------------- | ----------- | -------------------------- |
| - Kladivar Celje - Maribor - Olimpia Lubiana | - Borovo - BSK Slavonski Brod - Istria - Lokomotiva Zagabria - Sebenico - Slavonija Osijek - RNK Spalato - Varteks Varaždin | - Borac Banja Luka - Čelik Zenica - Famos Hrasnica - Rudar Kakanj - Sloboda Tuzla | - Bačka B. Palanka - Novi Sad - Proleter Zrenjanin - Spartak Subotica - Srem | - Bor - Borac Čačak - Mladost S. Palanka - Radnički Belgrado - Voždovački - Železničar Niš | - Priština - FK Trepča | - Budućnost | - Bregalnica Štip - Pobeda |

## Girone Ovest

### Profili
| Squadra             | Città          | Stadio               | Stagione 1963-64 | Stagione 1963-64    |
| Squadra             | Città          | Stadio               | Pos.             | Divisione           |
| ------------------- | -------------- | -------------------- | ---------------- | ------------------- |
| Maribor             | Maribor        | Stadion Ljudski vrt  | 2º               | Druga liga Ovest    |
| Borac Banja Luka    | Banja Luka     | Gradski stadion      | 3º               | Druga liga Ovest    |
| Olimpia Lubiana     | Lubiana        | Stadion Bežigrad     | 4º               | Druga liga Ovest    |
| Slavonija Osijek    | Osijek         | Igralište kraj Drave | 5º               | Druga liga Ovest    |
| Sloboda Tuzla       | Tuzla          | Stadion Tušanj       | 6º               | Druga liga Ovest    |
| Varteks Varaždin    | Varaždin       | Stadion Varteks      | 7º               | Druga liga Ovest    |
| Čelik Zenica        | Zenica         | Stadion Blatuša      | 8º               | Druga liga Ovest    |
| Šibenik             | Sebenico       | Stadion Šubićevac    | 9º               | Druga liga Ovest    |
| Lokomotiva Zagabria | Zagabria       | Stadio Maksimir      | 10º              | Druga liga Ovest    |
| BSK Slavonski Brod  | Slavonski Brod | Stadion uz Savu      | 11º              | Druga liga Ovest    |
| Istra               | Pola           | Stadion Veruda       | 12º              | Druga liga Ovest    |
| Borovo              | Borovo         | Gradski stadion      | 13º              | Druga liga Ovest    |
| Famos Hrasnica      | Hrasnica       | Stadion Famos        | 14º              | Druga liga Ovest    |
| Kladivar Celje      | Celje          | Stadion Glazija      | 1º               | Slovenska liga      |
| RNK Split           | Spalato        | Park Skojevaca       | 1º               | Dalmatinska zona    |
| Rudar Kakanj        | Kakanj         | Stadion Rudara       | 1º               | Međuzonska liga BiH |

### Classifica
|  | Pos. | Squadra             | Pt | G  | V  | N  | P  | GF | GS | QR    |
|  | ---- | ------------------- | -- | -- | -- | -- | -- | -- | -- | ----- |
|  | 1.   | Olimpia Lubiana     | 49 | 30 | 21 | 7  | 2  | 84 | 25 | 3,360 |
|  | 2.   | Sloboda Tuzla       | 47 | 30 | 20 | 7  | 3  | 64 | 22 | 2,909 |
|  | 3.   | Maribor             | 34 | 30 | 16 | 6  | 8  | 56 | 33 | 1,696 |
|  | 4.   | Sebenico            | 34 | 30 | 13 | 8  | 9  | 37 | 42 | 0,880 |
|  | 5.   | Čelik Zenica        | 32 | 30 | 13 | 6  | 11 | 48 | 42 | 1,142 |
|  | 6.   | Slavonija Osijek    | 30 | 30 | 11 | 8  | 11 | 59 | 48 | 1,229 |
|  | 7.   | Rudar Kakanj        | 30 | 30 | 13 | 4  | 13 | 56 | 58 | 0,965 |
|  | 8.   | Borac Banja Luka    | 30 | 30 | 9  | 12 | 9  | 49 | 51 | 0,960 |
|  | 9.   | Famos Hrasnica      | 28 | 30 | 9  | 12 | 9  | 43 | 59 | 0,728 |
|  | 10.  | Borovo              | 27 | 30 | 8  | 11 | 11 | 39 | 45 | 0,866 |
|  | 11.  | Lokomotiva Zagabria | 27 | 30 | 8  | 11 | 11 | 52 | 61 | 0,852 |
|  | 12.  | RNK Spalato         | 24 | 30 | 9  | 6  | 15 | 34 | 54 | 0,629 |
|  | 13.  | Varteks Varaždin    | 23 | 30 | 8  | 7  | 15 | 35 | 44 | 0,795 |
|  | 14.  | Istria              | 23 | 30 | 8  | 7  | 15 | 28 | 46 | 0,608 |
|  | 15.  | BSK Slavonski Brod  | 19 | 30 | 6  | 7  | 17 | 47 | 71 | 0,661 |
|  | 16.  | Kladivar Celje      | 19 | 30 | 6  | 7  | 17 | 31 | 62 | 0,500 |

Legenda:

      Promossa in Prva Liga 1965-1966.

  Partecipa agli spareggi promozione/retrocessione.

      Retrocessa in terza divisione jugoslava 1965-1966.

      Esclusa dal campionato.
Note:

Due punti a vittoria, uno a pareggio, zero a sconfitta.
In caso di arrivo di due o più squadre a pari punti, la graduatoria viene stilata secondo il quoziente reti tra le squadre interessate.

### Classifica marcatori
| Reti | Marcatore    | Squadra    |
| ---- | ------------ | ---------- |
| 25   | Zagorac Jože | Olimpija   |
| 25   | Stojić       | Rudar      |
| 18   | Fazlić       | Borac      |
| 17   | Zadel        | Sloboda    |
| 16   | Arslanagić   | Olimpija   |
| 16   | Gerum        | Sloboda    |
| 14   | Petrunić     | Lokomotiva |

## Girone Est

### Profili
| Squadra            | Città              | Stadio                    | Stagione 1963-64 | Stagione 1963-64      |
| Squadra            | Città              | Stadio                    | Pos.             | Divisione             |
| ------------------ | ------------------ | ------------------------- | ---------------- | --------------------- |
| Novi Sad           | Novi Sad           | Stadion Vojvodine         | 13º              | Prva liga             |
| Bor                | Bor                | Stadion na Piritu         | 2º               | Druga liga Est        |
| Radnički Belgrado  | Belgrado           | Stadion FK Železničar     | 3º               | Druga liga Est        |
| Pobeda             | Prilep             | Stadion Goce Delčev       | 4º               | Druga liga Est        |
| FK Trepča          | Kosovska Mitrovica | Stadion Trepča            | 5º               | Druga liga Est        |
| Železničar Niš     | Niš                | Stadion kraj Carske pruge | 6º               | Druga liga Est        |
| Budućnost          | Titograd           | Stadion Pod Goricom       | 7º               | Druga liga Est        |
| Borac Čačak        | Čačak              | Stadion kraj Morave       | 8º               | Druga liga Est        |
| Bačka B. Palanka   | Bačka Palanka      | Gradski stadion           | 9º               | Druga liga Est        |
| Srem               | Sremska Mitrovica  | Stadion Promenada         | 10º              | Druga liga Est        |
| Proleter Zrenjanin | Zrenjanin          | Karađorđev Park           | 11º              | Druga liga Est        |
| Spartak Subotica   | Subotica           | Gradski stadion           | 12º              | Druga liga Est        |
| Priština           | Priština           | Gradski stadion           | 13º              | Druga liga Est        |
| Voždovački         | Voždovac, Belgrado | Stadion Voždovac          | 1º               | Srpska liga Nord      |
| Mladost S. Palanka | Sm. Palanka        | Stadion Jasenica          | 1º               | Srpska liga Ovest "B" |
| Bregalnica Štip    | Štip               | Gradski stadion           | 1º               | Makedonska liga       |

### Classifica
|  | Pos. | Squadra            | Pt | G  | V  | N  | P  | GF | GS | QR    |
|  | ---- | ------------------ | -- | -- | -- | -- | -- | -- | -- | ----- |
|  | 1.   | Radnički Belgrado  | 41 | 30 | 16 | 9  | 5  | 72 | 38 | 1,894 |
|  | 2.   | Proleter Zrenjanin | 39 | 30 | 15 | 9  | 6  | 69 | 41 | 1,682 |
|  | 3.   | Budućnost          | 39 | 30 | 16 | 7  | 7  | 47 | 27 | 1,740 |
|  | 4.   | Železničar Niš     | 36 | 30 | 14 | 8  | 8  | 56 | 37 | 1,513 |
|  | 5.   | Srem               | 33 | 30 | 13 | 7  | 10 | 49 | 41 | 1,195 |
|  | 6.   | Novi Sad           | 33 | 30 | 12 | 9  | 9  | 44 | 40 | 1,100 |
|  | 7.   | Priština           | 32 | 30 | 14 | 4  | 12 | 45 | 46 | 0,978 |
|  | 8.   | Spartak Subotica   | 30 | 30 | 10 | 10 | 10 | 40 | 34 | 1,176 |
|  | 9.   | Bačka B. Palanka   | 30 | 30 | 9  | 12 | 9  | 43 | 47 | 0,914 |
|  | 10.  | Borac Čačak        | 28 | 30 | 10 | 8  | 12 | 40 | 39 | 1,025 |
|  | 11.  | Voždovački         | 27 | 30 | 10 | 7  | 13 | 37 | 50 | 0,740 |
|  | 12.  | Pobeda             | 27 | 30 | 9  | 9  | 12 | 33 | 58 | 0,568 |
|  | 13.  | FK Trepča          | 26 | 30 | 9  | 8  | 13 | 48 | 51 | 0,941 |
|  | 14.  | Bor                | 24 | 30 | 9  | 6  | 15 | 47 | 48 | 0,979 |
|  | 15.  | Mladost S. Palanka | 18 | 30 | 6  | 6  | 18 | 26 | 57 | 0,456 |
|  | 16.  | Bregalnica Štip    | 17 | 30 | 4  | 9  | 17 | 25 | 67 | 0,373 |

Legenda:

      Promossa in Prva Liga 1965-1966.

  Partecipa agli spareggi promozione/retrocessione.

      Retrocessa in terza divisione jugoslava 1965-1966.

      Esclusa dal campionato.
Note:

Due punti a vittoria, uno a pareggio, zero a sconfitta.
In caso di arrivo di due o più squadre a pari punti, la graduatoria viene stilata secondo il quoziente reti tra le squadre interessate.

### Classifica marcatori
| Reti | Marcatore        | Squadra          |
| ---- | ---------------- | ---------------- |
| 27   | Stojanović Ranko | Železničar Niš   |
| 19   | Samardžić        | Radnički Beograd |
| 19   | Pantelić         | Proleter         |
| 15   | Stefanović       | Trepča           |
| 15   | Mitić            | Bor              |
| 14   | Čabrinović       | Radnički Beograd |